# میسسیپی ولی استیت یونیورسیتی، میسیسیپی
میسسیپی ولی استیت یونیورسیتی (به انگلیسی: Mississippi Valley State University) مکانی در ایالت میسیسیپی کشور ایالات متحده آمریکا است که جمعیت آن در سرشماری سال ۲۰۱۰ میلادی، ۱٬۱۸۲
نفر بوده‌است.